# エヴァンジェリン (アルバム)
| 専門評論家によるレビュー | 専門評論家によるレビュー |
| レビュー・スコア         | レビュー・スコア         |
| 出典                     | 評価                     |
| ------------------------ | ------------------------ |
| オールミュージック       | [ 1 ]                    |

『エヴァンジェリン』(Evangeline) は、1981年にエミルー・ハリスによって作られたアルバムであり 、ほとんどが過去のレコーディングセッションの残りの素材で構成されており、他のどのアルバムにも収録されていない。絶賛されたドリー・パートンおよびリンダ・ロンシュタットとの「トリオ」セッションからの「ミスター・サンドマン」のリメイク、ハリスが以前にザ・バンドとともに演奏し、やはりパートンとロンシュタットによるヴォーカルをフィーチャーした「エヴァンジェリン」、ロドニー・クロウエルの「アッシュズ・バイ・ナウ」、そしてジョン・フォガティの 「バッド・ムーン・ライジング」のカバーが含まれている。リリースの際に複雑なレビューを受けたが、このアルバムはハリスにとってもう一つの商業的成功となった。リリースから1年以内にゴールド認定を取得した。 「ミスター・サンドマン」（トップ10カントリー/トップ40ポップ）のシングルリリースはチャートで好調でだったが、ロンシュタットやパートンのレコード会社がアーティストのボーカルをシングルで使用することを許可しなかったため、ハリスはシングルリリースの3つのパートの全てのヴォーカルを再録音した。ロドニー・クロウエルの「アイ・ドント・ハフ・トゥ・クロウル」がアルバムのセカンドシングルとしてリリースされた。 （ミュージックビデオは、「ミスター・サンドマン」と「アイ・ドント・ハフ・トゥ・クロウル」の両方で制作された。） 
このアルバムは個別のCDでリリースされたことのない2枚のハリスアルバムの1つである（2011年に、アルバムのトラックはiTunesでデジタルダウンロードできるようになった ）。 このアルバムは2013年に発行されたコレクション Emmylou Harris Original Album Series Vol. 2 で入手することができる。

## トラックリスト
| #   | タイトル                                                                                          | 作詞・作曲                               | 時間 |
| --- | ------------------------------------------------------------------------------------------------- | ---------------------------------------- | ---- |
| 1.  | 「アイ・ドント・ハフ・トゥ・クロウル」(I Don't Have to Crawl)                                     | ロドニー・クロウエル                     | 3:46 |
| 2.  | 「ハウ・ハイ・ザ・ムーン」(How High the Moon)                                                     | モーガン・ルイス、ナンシー・ハミルトン   | 3:21 |
| 3.  | 「スパニッシュ・ジョニー」(Spanish Johnny、ウェイロン・ジェニングスと)                            | ポール・シーベル                         | 3:50 |
| 4.  | 「バッド・ムーン・ライジング」(Bad Moon Rising)                                                   | ジョン・フォガティ                       | 2:40 |
| 5.  | 「エヴァンジェリン」(Evangeline, ドリー・パートンおよびリンダ・ロンシュタットとのハーモニー)      | ロビー・ロバートソン                     | 3:09 |
| 6.  | 「ホット・ブリット#2」(Hot Burrito #2)                                                            | グラム・パーソンズ, クリス・イースリッジ | 3:04 |
| 7.  | 「ミルウォーカー」(Millworker)                                                                    | ジェームズ・テイラー                     | 4:03 |
| 8.  | 「オー・アトランタ」(Oh Atlanta)                                                                  | ビル・パイン                             | 2:58 |
| 9.  | 「ミスター・サンドマン」(Mr. Sandman, ドリー・パートンおよびリンダ・ロンシュタットとのハーモニー) | パット・バラード                         | 2:20 |
| 10. | 「アッシェズ・バイ・ナウ」(Ashes by Now)                                                          | クローウェル                             | 4:24 |

## パーソネル
- ブライアン・エイハーン – アコースティックギター、エレキギター、アーチトップギター、ガット弦ギター、6弦ベース、タンバリン
- ハル・ブレイン – ドラムス
- マイク・ボーデン – ベース
- デヴィッド・ブリッグス – ピアノ
- トニー・ブラウン  – ピアノ
- ジェームズ・バートン – エレキギター
- ロドニー・クロウエル – アコースティックギター、エレキギター
- ハンク・デヴィート – ペダルスティール
- ジェリー・ダグラス – ドブロ
- スティーブ・フィッセル – ドブロ
- エイモス・ギャレット – エレキギター
- エモリー・ゴーディ・ジュニア – ベース、アーニーボールベース
- グレン・ハーディン – エレクトリックピアノ
- エミルー・ハリス – ボーカル、アコースティックギター、バッキングボーカル
- ウェイロン・ジェニングス – デュエットボーカル
- ドン・ジョンソン – ピアノ、バッキングボーカル
- リン・ランガム – シンセサイザー
- アルバート・リー – エレキギター、ピアノ
- デイブ・ルイス – ドラムス
- ローリー・ロンディン – ドラムス
- ドリー・パートン – バッキングボーカル
- ビル・ペイン – ピアノ、エレクトリックピアノ
- ハーブ・ペダーソン – バッキングボーカル
- ミッキー・ラファエル – ハーモニカ
- マック・レベナック – ピアノ
- フランク・リカード – アコースティックギター、エレキギター
- トニー・ライス – アコースティックギター、バッキングボーカル
- リンダ・ロンシュタット – バッキングボーカル
- クレイグ・サファン – 弦楽編曲
- リッキー・スキャッグス – アコースティックギター、フィドル、マンドリン、バッキングボーカル
- バリー・タシアン – バッキングボーカル
- ジョン・ウェア – ドラムス、パーカッション
- シェリー・ホワイト – バッキングボーカル
- シャロンホワイト –　バッキングボーカル

テクニカル
- ブライアン・エイハーン – プロデューサー、エンジニア
- ドニヴァン・コウォート – エンジニア
- ブラッドリー・ハートマン – エンジニア
- スチュアート・テイラー – エンジニア

## チャート

### 週間チャート
| チャート（1981年）                                 | 最高位 |
| -------------------------------------------------- | ------ |
| アメリカ合衆国 ビルボード トップカントリーアルバム | 5      |
| アメリカ合衆国 ビルボード Billboard 200            | 22     |

### 年間チャート
| チャート（1981年）                            | 順位 |
| --------------------------------------------- | ---- |
| US ビルボード200                              | 96   |
| US トップ・カントリー・アルバム（ビルボード） | 25   |

|}

## リリース履歴
| 地域 | 日付      | 形式        | レーベル             | 備考  |
| ---- | --------- | ----------- | -------------------- | ----- |
| 北米 | 1981年1月 | LP カセット | Warner Bros. Records | [ 4 ] |